# Chiesa di San Sepolcro (Parma)
La chiesa di San Sepolcro, o più correttamente del Santo Sepolcro, è un luogo di culto cattolico dalle forme gotiche, barocche e neoclassiche, situato in strada della Repubblica 76 a Parma, in provincia e diocesi di Parma; è sede di una parrocchia compresa nella zona pastorale della città.

## Storia
La chiesa venne eretta nel 1257 sul sito di un precedente edificio sacro risalente almeno al 1136. Originariamente realizzato in stile gotico, l'edificio venne notevolmente modificato nel 1506, con l'aggiunta in facciata di paraste in arenaria scolpita, nel 1603, coll'innalzamento della navata e la realizzazione del pregevolissimo soffitto ligneo a cassettoni, e nel 1701, quando la fiancata destra (lungo la via Emilia) venne restaurata in stile neoclassico.

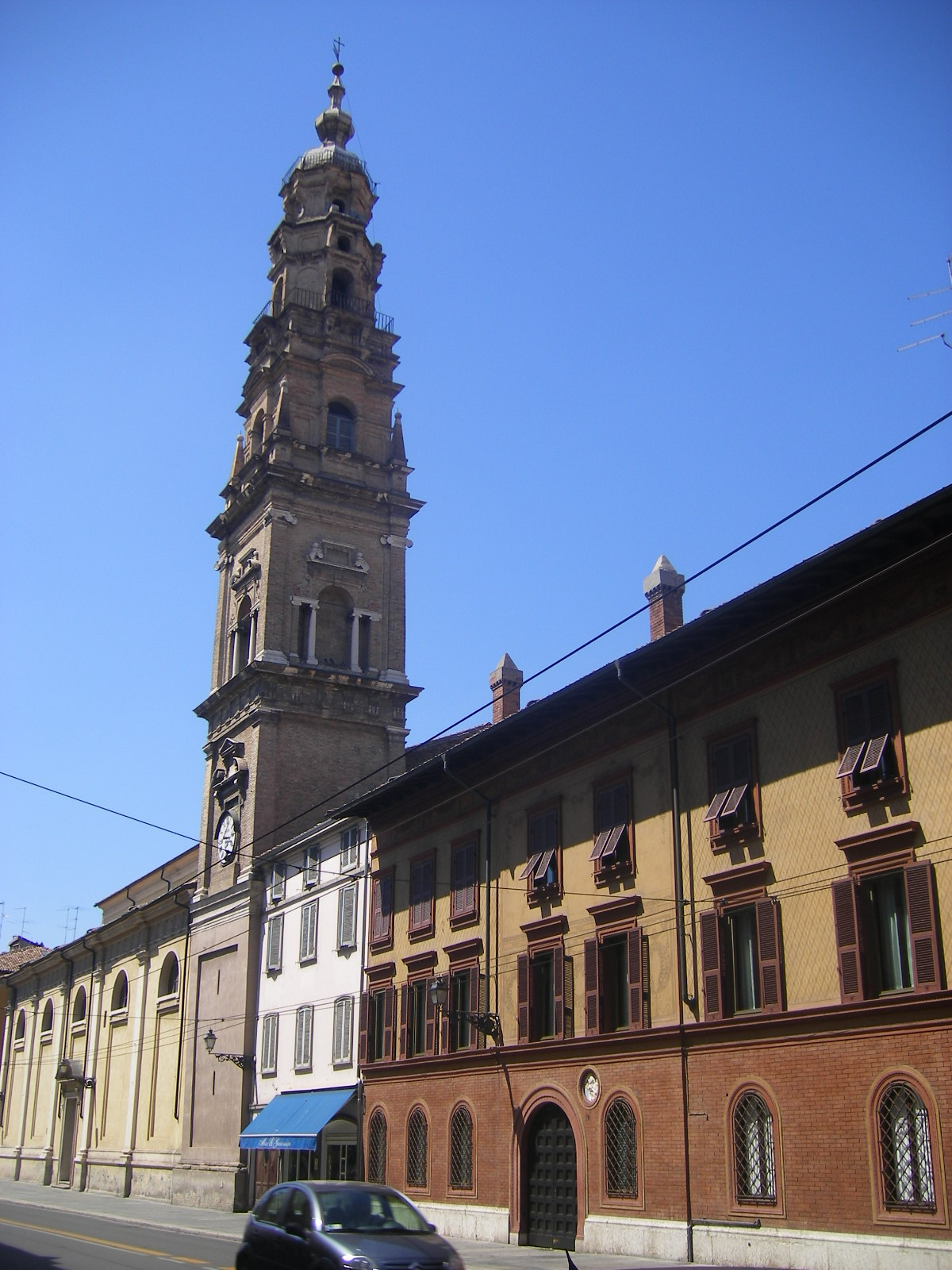
Campanile

La chiesa è a navata unica, con cinque cappelle per lato più due ai lati dell'abside. Il campanile di stile barocco, che presenta una leggera pendenza, venne realizzato nel 1616 da Girolamo Rainaldi su progetto attribuito al Malosso o a Simone Moschino; la sua cuspide venne alzata nel 1753.
Annesso al tempio è l'ex monastero dei Canonici Regolari Lateranensi, che dal 1257 al 1798 officiarono la chiesa: l'assetto attuale dell'edificio risale al 1493-1495, quando l'architetto Ziliolo da Reggio realizzò il chiostro rinascimentale, con colonne e capitelli scolpiti da Antonio Ferrari d'Agrate. Nel 1566 i cardinali Alessandro Farnese e Alessandro Sforza ottennero per il monastero il titolo di abbazia.
Dopo la soppressione dei canonici (1798), la chiesa venne affidata al clero diocesano mentre gli altri ambienti vennero alienati dallo Stato: l'abbazia venne riacquistata dal frate domenicano Giuseppe Porta e trasformata in conservatorio per le fanciulle povere, la cui gestione venne affidata alle Maestre Luigine di Rosa Orzi (congregazione poi confluita in quella delle imeldine di Bologna).
L'organo a canne della chiesa, situato nella parte terminale della parete sinistra della navata, venne costruito nel 1656 da Girolamo Tortona ed ampliato da Giuseppe Serassi nel 1789. Riformato secondo i nuovi canoni organistici nel 1925 da Pietro Gazza, nel 2005 è stato oggetto di un radicale intervento di restauro e ripristino della configurazione settecentesca da parte di Daniele Giani. Dispone di 28 registri su manuale unico e pedaliera, con trasmissione integralmente meccanica.